# Chatsworth (Géorgie)
Pour les articles homonymes, voir Chatsworth.
La ville américaine de Chatsworth est le siège du comté de Murray, dans l’État de Géorgie. Lors du recensement de 2000, sa population s’élevait à 3 531 habitants.

## Démographie
| 1910 | 1920 | 1930 | 1940  | 1950  | 1960  |
| ---- | ---- | ---- | ----- | ----- | ----- |
| 314  | 472  | 607  | 1 001 | 1 214 | 1 184 |

| 1970  | 1980  | 1990  | 2000  | 2010  | - |
| ----- | ----- | ----- | ----- | ----- | - |
| 2 706 | 2 493 | 2 865 | 3 531 | 4 299 | - |

## Source
- (en) Cet article est partiellement ou en totalité issu de l’article de Wikipédia en anglais intitulé « Chatsworth, Georgia » (voir la liste des auteurs).